# Бучава-Шоймуш
Бучава-Шоймуш (рум. Buceava-Șoimuș) — село у повіті Арад в Румунії. Входить до складу комуни Бразій.
Село розташоване на відстані 353 км на північний захід від Бухареста, 79 км на схід від Арада, 115 км на південний захід від Клуж-Напоки, 99 км на північний схід від Тімішоари.

## Населення
За даними перепису населення 2002 року у селі проживали 237 осіб, усі — румуни. Усі жителі села рідною мовою назвали румунську.